# Line 6
Line 6 es un fabricante de modeladores digitales para guitarras eléctricas, guitarras acústicas, amplificadores y procesadores de efectos. Line 6 fue fundada a mediados de la década de 1990 y tiene su sede en Calabasas, California. 
Después de años de investigación, Line 6 lanza una tecnología patentada en 1996, el primer modelador de amplificadores de guitarra en el mundo, el AxSys 212. La empresa experimentó una rápida expansión á principios del año 2000 debido al éxito de su línea de productos POD, que imita el sonido de diversos amplificadores de guitarra clásicos y modernos, pedales de efectos, bafles de amplificadores y micrófonos. El PODx3 y el Podx3 Live son los productos lanzados recientemente de Line 6, tienen la capacidad doble tono, más simulaciones que los modelos anteriores, mejores efectos y opciones de salida en un paquete de pedales. 
Line 6 tiene actualmente otras muchas líneas en producción: 
Su actual buque insignia es el amplificador Vetta II, que puede modelar dos amplificadores a la vez, además de múltiples efectos y cadenas de efectos, tanto en pre y en post amplificación. La unidad es actualizable por software, con el fin de que se puedan añadir al dispositivo nuevos amplificadores y modelos de efectos disponibles. El Vetta I puede ser mejorado a un Vetta II, con una actualización de software y la adición de una interfaz de hardware. Esta interfaz proporciona entrada y salida digital para el amplificador, tanto en formatos AES/EBU como S/PDIF, así como una ruta de señal digital para la marca de guitarras Line 6 Variax. La interfaz adopta la forma de un conector estándar RJ45, que provee no sólo la trayectoria de la señal, sino también la alimentación de la Variax. La parte de la interfaz para la Variax está disponible en el PODXT Live y Bass PODXT Live. 
Line 6 tiene una activa comunidad de usuarios, y proporciona el software que permite a los usuarios descargar fácilmente y compartir los parches o la configuración del dispositivo. Este software cubre todas los productos insignia existentes de Line 6. 

## Productos Line 6

### Amplificadores de guitarra
- AxSys - Un amplificador combo de 100 watts de potencia con configuración 2x12 lanzado en 1996. Contenía amplificador y modo de efectos, y podría ser controlado mediante un controlador externo de piso (en forma de pedalera o FB4) o un controlador MIDI.
- AX2 - Una versión actualizada del original AxSys, publicado en 1997. Los propietarios del original AxSys podían actualizar la nueva versión de software que sustituye a la EPROM.
- Duoverb - Un amplificador estéreo de 100 watts cabezal/combo que ofrece la posibilidad de 16 diferentes modelados de amplificadores clásicos como el Fender Tweed Deluxe del '53 y el Marshall JTM45 del '65. Este amplificador realmente brilla en su modo dual, lo que le permite el modelado de dos amplificadores al mismo tiempo, ya sea de separando o mezaclando las dos señales a través de los altavoces.
- Flextone - Una línea de amplificadores de guitarra, que es básicamente el POD 2.0 (FLEXTONE II serie) o PODXT (FLEXTONE III serie) en forma de amplificador, con 32 tonos de amplificador modelados, 3 tipos de reverberación, puerta y compresor. La serie FLEXTONE III viene en una variedad de configuraciones, siendo el más pequeño un combo 1x12" de 75 vatios y el mayor un combo de 150 vatios 2x12".
- HD147 - Cabezal de amplificador estéreo de 300 vatios de potencia. Este amplificador, junto con el vetta ii, corresponde a la línea más alta de Line 6. Ofrece 32 modelos de amplificadores, 15 modelos de cajas, 12 modelos de efectos y 5 tipos de reverb's.
- Spider - Una línea de amplificadores de guitarra incluidos el Spider I, Spider II, Spider III, Spider IV, Spider Valve, Spider Jam y Micro Spider. El Spider Valve se creó en relación con el Bogner Amplificación y su principal diseñador Reinhold Bogner.
- Vetta I & II - Amplificador estéreo de 300 vatios que ofrece 79 modelos de amplificadores, 27 modelos de altavoces, más de 50 efectos de stompbox y estudio, 6 diferentes modelos de micrófono. Las entradas y salidas incluyen estéreo balanceado XLR o Cannon, salidas directas +4 dBu (con conmutador lift de tierra), salida directa de 1/4 de pulgada desbalanceada -10 dBV, AES/EBU y entradas y salidas de audio digital S/PDIF (hasta 24-bits/96k), una entrada para guitarra digital Variax, un loop de efectos estéreo programable de 1/4 de pulgada y entrada y salida de MIDI.

### Amplificadores de bajo
- LowDown - Una línea de amplificadores combo para bajo similar a la línea Spider de amplificadores para guitarra. Existen 4 combos disponibles, siendo el más pequeño de 75 vatios 1x10" y el mayor el de 300 vatios en versión 1X15".

### Pedaleras / Pedales de efectos
- Floor Pod - Pedalera sobre la base de un subconjunto de los sonidos de la Pod 2.0. Contiene 12 modelos de amplificador y 12 modelos de efectos. Es controlada a través de tres pedales de pie y un pedal de expresión.
- Floor Pod Plus - Una versión actualizada de la Floor Pod, It que incluye 32 modelos de amplificador, 16 de gabinetes y 24 modelos de efectos. Es controlada a través de siete pedales de pie y pedal de expresión.
- DL4 - Este es uno de los más populares pedales de la empresa, a veces denominado la «caja verde». Se trata de un pedal de modelado de los efectos de retardo, eco o delay, y utilizada por muchos artistas como una alternativa a los distintos pedales originales en el que se basa. También incluye un bucle de muestras (loop sampler) de 14 segundos que se puede utilizar muy creativamente. Forma parte de una serie de pedales incluidos los DM4 (Modelador de Distorsión), FM4 (Modelador de Filtro), MM4 (Modulación), y AM4 (Modelador de Amplificadores). Un pedal de expresión opcional pueden asociarse para obtener más control.
- ToneCore - Una serie de pequeños pedales que incluye Echo Park, Über Metal, Verbzilla, Space Chorus, Roto-Machine, Tap Tremolo, Otto Filter, Dr Distorto, Liqua-Flange, Crunchtone, y Constrictor. También hay un kit de desarrollo ToneCore DSP disponible que permite al usuario hacer su propio y único pedal ToneCore utilizando un ordenador adjunto.
- M13 Stompbox Modeler - Este reciente introducción parece combinar muchos de los efectos disponibles en los distintos modelos de la seria "xx4" en una sola unidad.

### Interfaces de audio / Efectos
- GuitarPort - Una interfaz de audio, sustituido por el TONEPORT Line.
- TonePort GX, UX1, UX2, KB37, and UX8 - Una interfaz de audio basado en tonos de la línea PODXT y Bass PODXT, diseñado para el registro de voz, guitarra, o un bajo. La KB37 tiene como característica un teclado de 37 notras además de todas las características de la UX2. La UX8 es un rack de interfaz con los insumos para ocho canales simultáneos.
- Pod 2.0 - Un procesador de efectos con 32 modelos de amplificador y efectos de muchos modelos.
- Pocket Pod - Un procesador de efectos basado en el Pod 2.0, con un tamaño adecuado para la palma de la mano. A comparación de los otros modelos de Pod este no cuenta con conector para ser controlado remotamente, pero cuenta con un software para PC/Mac en el que se dispone de los controles mas tetallas de cada efecto.
- Pocket Pod Express - Con las funciones básicas para un guitarrista, 5 modelos de amplificadores y 6 efectos digitales. El tamaño de este aparato es un poco menor que el Pocket Pod.
- Pod XT - Una actualización de la Pod 2.0, sobre la base de nuevas tecnologías de modelado, con una pantalla de cristal líquido, y más detallada en los parámetros de edición. Tanto el Pod XT Live (versión pedalera), y el Pod XT Pro (versión montable en estante o rack) vienen en forma de "frijol". Todos son ampliables a través de la activación de nuevos "Paquetes de Modelaje" (software que incluye los modelos adicionales). Hay una similar línea de productos de bajo.
- Pod X3 - El modelo más reciente en la serie POD. El X3 es el primer POD en presentar el doble tono, que permite al usuario la creación de dos plataformas, ya sea mezcladas o por separado enviadas a través de salidas separadas. El Pod X3 Live es similar a la Pod XT live, viene precargado con los paquetes de ampliación que estaban disponibles para el PODXT, pero incluye una nueva opción de entrada XLR y doble amplificador de salida. El POD X3 Pro Rackmount tiene fecha de lanzamiento a fines de 2008.

### Instrumentos Musicales
- Variax - Una línea de guitarras acústicas, bajo y guitarras eléctricas, que incluyen 26 modelos diferentes de guitarra, incluyendo Gibson, Fender, Rickenbacker, un banjo Gibson, un sitar eléctrico Coral, y diez diferentes guitarras acústicas. Los modelos actuales incluyen la Variax 300, 600 y 700 (modelado de guitarras eléctricas), la acústica Variax 300 (cuerdas de nylon y de acero) y la acústica Variax 700. Modelos discontinuados incluyen la 500 eléctiva, y los bajos Variax Bass 700 (4 cuerdas) y Variax Bass 705 (5 cuerdas).

## Software
- Driver de soporte 64 bit - Line 6 soporta el software de 64 bits de Windows XP x64 y Vista 64. Controladores ASIO de 32 bits y 64 bits están disponibles para Windows de 64 bits, que puede ser instalado a partir de un único instalador. Descargas de software de Line 6 están disponibles de forma gratuita en http://software.line6.com.
- Variax Workbench - Una aplicación de software que pueden interlazar un ordenador con una guitarra eléctrica Variax para crear nuevos tipos de guitarras virtuales, que permite al usuario cambiar el tipo de cuerpo, el número y la posición de micrófonos e incluso permitir la especificación de afinaciones alternativas. La interfaz Variax Digital (disponible como un paquete con el software Workbench) permite al usuario mejorar y/o modificar el software en la mayoría de las versiones de la Variax que tienen el conector digital. It has slightly different functions for the Variax Acoustic 700 series, and no editing functions for the Variax basses or the newer 300 model acoustics (which have no digital interface). Hay ligeras diferencias en las funciones para la Variax acústica serie 700, y falta de funciones de edición para los bajos Variax o los nuevos modelos acústicos 300 (que no tienen interfaz digital).
- Gearbox - Software de edición de tono, proporciona una interfaz visual fácil de navegar por marcación, para el tono perfecto para su guitarra, bajo y voz. Acceso meticulosamente elaborado a modelos de 18 modelos de amplificador de guitarra, 24 modelos de altavoces en cabina, 5 modelos de amplificador de bajo, y el 30 de stompbox y efectos de estudio más 6 modelos de preamplificador de micro.